# Kirby Cane
Kirby Cane är en civil parish i Storbritannien.   Den ligger i grevskapet Norfolk och riksdelen England, i den sydöstra delen av landet, 150 km nordost om huvudstaden London. Antalet invånare är 375. Arean är 6,1 kvadratkilometer.
Terrängen i Kirby Cane är platt.